# Irracionalitat
Irracional (del llatí irrationalis) es refereix a fets o idees que contradiuen la raó humana (del llatí ratio), o de la qual aquesta se li escapa. El biòleg Albert Ellis afirmà que la irracionalitat forma part de la naturalesa humana per trets innats.
En matemàtiques, els nombres irracionals són aquells que no es poden expressar com a quocient de dos nombres enters, com el nombre π, que és determinat per un algorisme matemàtic.